# Inhapim
Inhapim is een gemeente in de Braziliaanse deelstaat Minas Gerais. De gemeente telt 24.952 inwoners (schatting 2009).

## Aangrenzende gemeenten
De gemeente grenst aan Alvarenga, Caratinga, Dom Cavati, Iapu, Imbé de Minas, Ipanema, Pocrane, São Domingos das Dores, São João do Oriente, São Sebastião do Anta, Tarumirim en Ubaporanga.